# Adriana
Adriana je ženská podoba mužského jména Adrian, popř. Hadrián. Jméno vzniklo z přídavného jména k Adria (Hadria) – města, které dalo jméno celému východoitalskému moři Adriatické – Jadranské. Význam jména je tedy "pocházející z města Adrie (Hadrie)" nebo "zrozená v Adrii".
V českém občanském kalendáři má jmeniny 26. června.

## Statistické údaje
Následující tabulka uvádí četnost jména v ČR a pořadí mezi ženskými jmény ve srovnání dvou roků, pro které jsou dostupné údaje MV ČR – lze z ní tedy vysledovat trend v užívání tohoto jména:
| Rok       | Četnost      | Pořadí    |
| 1999      | 3 059        | 142.      |
| 2002      | 3 323        | 139.      |
| 2006      | 4 653        | 122.      |
| 2016      | 7 560        | 182.      |
| Porovnání | o 4 501 více | o 20 hůře |

Změna procentního zastoupení tohoto jména mezi žijícími ženami v ČR (tj. procentní změna se započítáním celkového úbytku žen v ČR za sledované tři roky 1999-2002) je +9,5%, což svědčí o poměrně značném nárůstu obliby tohoto jména.

## Charakteristika
Jméno Adriana se nedílně pojí s Adrii a Adriatickým mořem. Adriana by tak přeneseně mohla být i mořskou vílou - příjemnou, okouzlující a zářivou (jako je voda Jaderského moře)

## Známé nositelky jména
- Adriana Gerši – tenistka
- Adriana Karembeu – slovenská modelka
- Adriana Kohútková – slovenská operní pěvkyně
- Adriana Krnáčová – bývalá primátorka Prahy
- Adriana Lima – brazilská modelka a herečka
- Adriana Mašková – tanečnice

## Zdrobněliny
Adrianka, Adrísek, Adri, Áďa, Adriška, Adinka, Aďuška, Adrianečka, Aďulík